# Moresby (Schiff, 1918)
Die HMAS Moresby wurde während des Ersten Weltkriegs für die Royal Navy als Silvio gebaut. Sie war eine Sloop der Racehorse-Klasse, deren Schiffe nach Rennpferden benannt wurden. Als Sloop bezeichnete die Royal Navy recht langsame, vorwiegend zur U-Boot-Bekämpfung bestimmte Geleitschiffe. Sloops zeichneten sich gegenüber den Korvetten und Geleitzerstörern durch eine größere Reichweite aus, weshalb sie dazu prädestiniert waren, Konvois auch in entlegenen Gebieten zu begleiten.
Ende Mai 1918 in Dienst gestellt, eskortierte sie während des Ersten Weltkrieges Geleitzüge im Gebiet vor Nordirland. Zwischen 1922 und 1925 wurde sie zu einem Forschungs- und Vermessungsschiff umgebaut. 1925 übernahm dann die Royal Australian Navy das Schiff und benannte es nach dem Entdecker John Moresby.
Ab September 1925 wurde das Schiff zur Vermessung und Kartographierung des Great Barrier Reef eingesetzt. Im Dezember 1929 wurde das Schiff aus wirtschaftlichen Gründen außer Dienst gestellt, vier Jahre später folgte die erneute Indienststellung zur Durchführung strategisch wichtiger Vermessungsaufgaben sowie der Umbau des Antriebs von Kohlefeuerung auf Öl. Bis 1939 führte die Moresby Vermessungsaufgaben in nordaustralischen Gewässern durch, im Mai 1937 wurde sie kurzfristig in das Gebiet von Rabaul beordert, um Hilfsaktionen infolge eines Vulkanausbruchs bei Matupi zu unterstützen.
Vom Beginn des Zweiten Weltkriegs wurde die Sloop als Ausbildungsschiff für U-Boot-Jagd eingesetzt, ab Januar 1941 bis zum Ausbruch des Krieges mit Japan führte sie dann weitere Vermessungen im Gebiet von Neuguinea durch. Von Anfang 1942 bis November 1943 wurde sie dann als Geleitschiff an der australischen Ostküste eingesetzt. In dieser Zeit kam es zu drei Angriffen auf Schiffe, die von der Moresby eskortiert wurden. Am 11. April 1943 wurde der jugoslawische Frachter Recina von einem U-Boot versenkt. Die zusammen mit der Korvette Bendigo durchgeführte Jagd nach dem U-Boot blieb erfolglos. Bei einem späteren Angriff wurde die Ormiston beschädigt, der dritte Angriff blieb folgenlos. Ab Ende November führte die Moresby bis zum Kriegsende dann wieder Vermessungsaufgaben im Gebiet um Darwin durch. Im September wurde sie zur Wiederbesetzung Timors eingesetzt. Am 11. September 1945 nahm Brigadegeneral Lewis Dyke an Bord der Moresby als Auftakt der Kapitulationszeremonien die Kapitulationserklärung der Japaner im niederländischen Westtimor entgegen.
Am 14. März 1946 wurde die Sloop außer Dienst gestellt und 1947 verschrottet.